# Johannes Vehlow
Johannes Vehlow (21 september 1890 - 6 maart 1958) was een Duits astroloog. 
Hij was de schrijver van de negendelige Lehrkursus der wissenschaftlichen Geburts-Astrologie. De titel doet een wetenschappelijke aanpak vermoeden maar Vehlow wordt ook gezien als een esoterisch astroloog. 
Vehlow ontwierp een systeem voor horoscoopduiding dat in een aantal opzichten afwijkt van wat gebruikelijk is. Zo gebruikte hij een eigen huizensysteem en ontwierp hij een theorie waarmee verhoging en val van de planeten moesten worden verklaard.